# Walt Disney Records
Walt Disney Records (WDR) ist ein zu Disney gehörendes Plattenlabel. Dieses „Vorzeige-Label“ der Disney Music Group wurde ursprünglich unter dem Namen „Disneyland Records“ im Jahr 1956 gegründet.
In seinen Anfangszeiten vermarktete „Disneyland Records“ Aufnahmen von Kindern. Das Schwesternlabel, „Buena Vista Records“ genannt, vermarktet die Soundtracks der Filme sowie die Aufnahmen von früheren Disneystars wie Annette Funicello oder Hayley Mills. 1989 nahm das Label seinen gegenwärtigen Namen an.

## Vermarktung
Seit 2007 wurden mehrere Herausgaben von Miley Cyrus, Selena Gomez, Demi Lovato, den Jonas Brothers oder verschiedenen Stücken aus High School Musical mit diversen, so genannten „Publicity stunts“ veröffentlicht. Als „Publicity stunt“ bezeichnet man einen geplanten Vorgang der Unternehmer mit dem Ziel, dabei die Awareness der Käufer zu erregen, sodass das Produkt ein Markenartikel wird.
Disney führte bei verschiedenen Künstlern Co-Branding durch, um neue Produkte besser vermarkten zu können. Das wichtigste Ziel dabei sind Länder, in denen Künstler weniger bekannt sind.

## Namensliste aktueller Künstler
- Beau Black
- Ruggero Pasquarelli
- Billy Ray Cyrus
- The Cheetah Girls
- Hannah Montana (Miley Cyrus)
- Imagination Movers
- Ismael Garcia
- Jacopo Sarno
- Meaghan Jette Martin
- Mitchel Musso
- Ralph’s World
- They Might Be Giants
- T-Squad

## Record Labels der Disney Music Group
- Hollywood Records
- Lyric Street Records
- Mammoth Records
- Walt Disney Records
- Buena Vista Records
- Disney Sound
- Carolwood Records

## Management
- President von „Walt Disney Records“: David Agnew
- Vizepräsident und Verkäufe von „Walt Disney Records“: Susan Van Hosen
- Älterer Vizepräsident und Hauptmanager von „Walt Disney Records“: Robert Marick